# 8062 Okhotsymskij
8062 Okhotsymskij eller 1977 EZ är en asteroid i huvudbältet som upptäcktes den 13 mars 1977 av den rysk-sovjetiske astronomen Nikolaj Tjernych vid Krims astrofysiska observatorium på Krim. Den har fått sitt namn efter Dmitrij Evgenievich Okhotsymskij.
Asteroiden har en diameter på ungefär 14 kilometer.